# Fayolova načela upravljanja
Henri Fayol (1841. – 1925.), francuz, otac moderne teorije operacijskog menadžmenta. Načela :
1. Podjela rada
2. Ovlast i odgovornost
3. Disciplina
4. Jedinstvo komande
5. Jedinstvo usmjeravanja
6. Sučeljavanje interesa pojedinaca zajedničkim interesima
7. Nagrađivanje
8. Centralizacija
9. Skalarni lanac
10. Red
11. Pravednost
12. Stabilnost namještenja
13. Inicijativa
14. "Esprit de corps" → jedinstvo je snaga